# キリスト降架 (リベーラ)
『キリスト降架』（キリストこうか、仏: La Déposition du Christ、英: Deposition of Christ）、または『キリストの埋葬』（きりすとのまいそう、仏: La Mise au tombeau） は、バロック期のスペインの巨匠ホセ・デ・リベーラが1628-1630年に制作したキャンバス上の油彩画である。18世紀には、ローマの枢機卿シルヴィオ・ヴァレンティ・ゴンザーガのコレクションに含まれていた。作品は1868年にナポレオン3世から寄贈されて以来、パリのルーヴル美術館に所蔵されている。

## 作品
リベーラはイタリア・バロック絵画の巨匠カラヴァッジョの様式で描いた画家カラヴァッジェスキの1人で、透徹した写実主義、激しい明暗法、動勢に満ちた構図、たくましい肉体表現を特徴とする独自の様式を確立した。本作は、そのようなリベーラの様式を端的に示す作品である。
リベーラはキリスト降架の主題にローマ時代も取り組んでいたが、ナポリ時代の本作は劇的な性格を持つ。暗闇が画面を包み、光に照らし出されたキリストの頭部は片側に傾き、奇妙な影に覆われている。キリストを覗きこむアリマタヤのヨセフの顔も、一部しか見えない。聖母マリア、ヨハネ (使徒)、ニコデモの明暗のコントラストを効かせた描写もリベーラ特有のものである。
キリストの血塗れの傷を目立たせる画家が多い中、リベーラは青白い遺体の写実的な描写に力を入れており、その無残な姿は容赦なく、赤裸々に描かれている。とりわけ武骨なまでに迫真的な手足の描写には、リベーラの写実主義がはっきりとうかがわれる。